# ピアノ、フルートとファゴットのための三重奏曲 (ベートーヴェン)

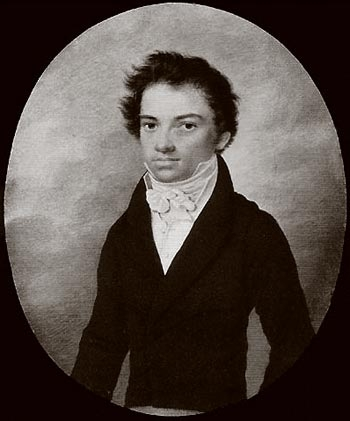
ベートーヴェン、1788年。

ピアノ、フルートとファゴットのための三重奏曲 ト長調 WoO37 は、ルートヴィヒ・ヴァン・ベートーヴェンが作曲した三重奏曲。ベートーヴェンの死後に遺稿の中から発見された。モーツァルトの影響を示す本作はベートーヴェンが10代の頃に作曲されたのであろうと考えられている。1888年にブライトコプフ・ウント・ヘルテル社のベートーヴェン作品全集に付録として収める形で初めて出版された。

## 概要
バリー・クーパーによると、ベートーヴェンは15歳だった1786年頃に本作を作曲したという。曲はアマチュアのファゴット奏者であったフリードリヒ・フォン・ヴェスターホルト伯爵へ贈られる予定であったと考えられている。伯爵の娘のアンナ・マリアはベートーヴェンからピアノのレッスンを受けていた。

## 編成
ピアノ、フルート、ファゴット。

## 楽曲構成
全3楽章で構成される。演奏時間は約26分。

### 第1楽章
Allegro 4/4拍子 ト長調
ソナタ形式。マンハイム楽派に特徴的な楽想を思わせる、上昇する分散和音で開始する（譜例1）。
譜例1
しばらくパッセージワークが続けられた後、ピアノから新しい旋律が出される（譜例2）。この主題はユニゾンで繰り返し奏される。
譜例2
さらにファゴットからニ短調の次なる旋律要素が現れ（譜例3）、フルートへと歌い継がれていく。
譜例3
コデッタを置いて提示部をまとめると、反復記号によって冒頭へと戻る。繰り返しの分を含まずとも100小節を超える提示部に対して展開部は30小節に満たず、簡潔に切り上げると再現部へ入っていく。譜例1に続いて譜例2がト長調で、譜例3がト短調で再現されていき、簡素なコーダによって結ばれる。

### 第2楽章
Adagio 2/4拍子 ト短調
ファゴットとピアノが奏する譜例3によって開始する。
譜例3
譜例3を繰り返した後に変ロ長調に移ってしばらく推移する。最後には対位法的な処理もみせて、フェルマータを付された和音で終わりとなる。

### 第3楽章
Thema andante con variazioni 2/4拍子 ト長調
主題と変奏。主題はピアノによって提示され、フルートが音を重ねる（譜例4）。
譜例4
第1変奏はピアノが中心となり、やや広い跳躍音型を用いて変奏する。第2変奏ではファゴットが主体となって三連符を用いた変奏を行う。第3変奏はフルートとピアノの掛け合いで進められ、第4変奏は6/8拍子、ト短調に転じてファゴットとピアノの二重唱となる。第5変奏からは2/4拍子、ト長調に回帰してピアノのアルペッジョに対して木管楽器は合の手を入れ、その流れを継いだ第6変奏はフルートが細かい音で主題を変奏、第7変奏ではフルートとピアノがリズムに変化を加える。最終部はテーマ・アレグロと題されて譜例4をいきいきと奏し、コーダによって華やかに全曲を締めくくる。